# École artistique de Vitebsk
L’École artistique de Vitebsk fut la première école artistique de Biélorussie. Ouverte à Vitebsk en 1897 dans l'atelier du peintre Iouri Pen, elle a vu passer à sa direction : Iouri Pen, Marc Chagall, Kasimir Malevitch et, comme élève ou professeur dans ses murs : notamment Lissitzky (appelé aussi El Lissitzky), Zadkine ; comme groupe d'artistes : les UNOVIS ; comme mouvement : le suprématisme de Malevitch. Ceci sur une période s'étendant sur 26 ans, de 1897 à 1923. Cette école a apporté une contribution significative à la fois à l'avant-garde russe, à l'art juif et à l'art mondial.

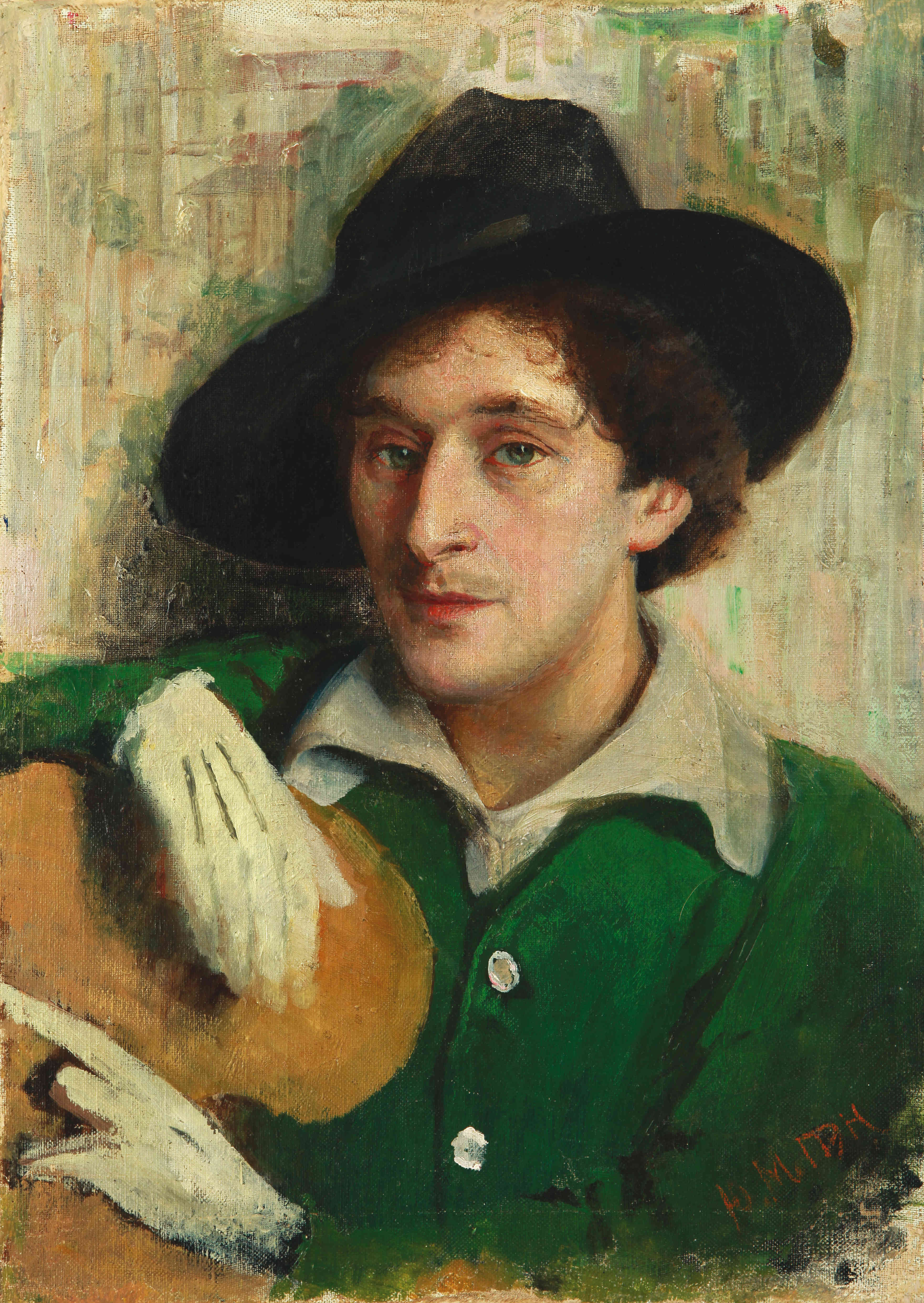
1914. Chagall par I.Pen

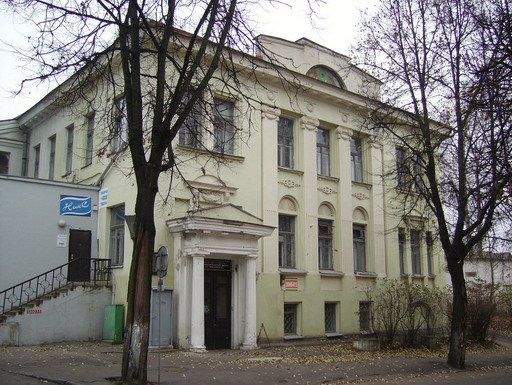
École artistique de Vitebsk. État actuel 2013

## Histoire de Vitebsk
À la fin du XIXe et au début du XXe siècle, la ville de Vitebsk était une ville pittoresque, nichée dans une courbe de la Dvina occidentale au nord de l'actuelle Biélorussie, mais à l'époque dans les frontières de l'Empire russe. Ce n'est qu'en 1924 qu'elle fut rattachée à la République socialiste soviétique de Biélorussie. Toutefois, la culture et la langue biélorusse y étaient bien présentes avant la mise en concordance des frontières avec la réalité culturelle. En 1924, un décret proclame l'égalité entre le russe, le biélorussien, le yiddish et le polonais.
Le peintre russe Ilia Répine s'était fait construire dans les environs de Vitebsk, à Zdravnevo, un domaine, le long du fleuve, agrémenté d'une spacieuse villa, où il recevait ses amis, notamment ceux du groupe des Ambulants. C'était dans les années 1892 à 1900. Le peintre Répine comparait la ville de Vitebsk à Tolède par son charme, auquel s'ajoutait le multiculturalisme ambiant qu'il appréciait beaucoup. Il l'écrivait à son ami Léon Tolstoï qui ne comprenait pas son choix de villégiature dans cette ville de province.
À la fin du XIXe siècle, la population juive de la ville de Vitebsk constituait 52,4 % de la population totale de la ville (soit 34 000 sur un total de 66 000 habitants), et les différentes populations (russes, biélorusses, baltes, juives, polonaises) coexistaient, en général, pacifiquement. La ville avait pour tradition d'accueillir les Juifs chassés de Moscou ou de Vilnius. Elle restait toutefois une ville de la zone de résidence juive. Pour sortir de la zone, les Juifs devaient détenir un passeport et remplir les conditions pour l'obtenir. Par ailleurs, la guerre avec l'Allemagne entre 1914 et 1918 entraîna des pogroms dans la zone du front, les Juifs se voyant parfois accusés des défaites par les soldats russes. Il fallut attendre la révolution russe d'Octobre 1917 pour que soient abrogées les discriminations nationales et religieuses. Dans l'Empire russe, à la suite des différents partages de la Pologne au XVIIIe siècle, le gouvernement tsariste russe, face à l'afflux de réfugiés juifs jugé trop important, avait voulu résoudre le problème à sa façon, en assignant les Juifs à une "zone de résidence" délimitée (correspondant aux frontières maximales de l'ancienne République des Deux Nations, Pologne-Lituanie). C'est la révolution russe d'Octobre 1917 qui va permettre aux Juifs de circuler librement dans tout l'ex-Empire russe.
Au point de vue religieux, les Juifs étaient de tradition hassidique traditionaliste. La vie juive s'organisait autour de la religion et des structures traditionnelles. Les lois anti-juives tsaristes les détournaient de l'idée d'assimilation. Au point de vue linguistique, ils utilisaient le plus souvent le yiddish. Dans la rue, les gens parlaient les langues russe et biélorusse et encore le polonais et le yiddish. Cette utilisation du yiddish présentait l'avantage de souder la communauté juive. Par contre, elle posait des problèmes aux enfants qui voulaient réussir leurs examens d'entrée à Saint-Pétersbourg, ce qui devait se faire en russe. Par ailleurs, comme cette langue yiddish avait beaucoup de liens avec l'allemand, elle suscitait parfois la méfiance des Russes. Cette langue était aussi considérée comme un « jargon » qui dénotait une appartenance sociale considérée par les autres, comme de condition « inférieure ».

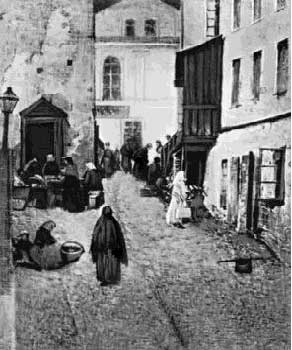
Rue à Vitebsk, par I. Pen

## L'école deIouri Pen
Iouri Pen est souvent tenu à l'écart et négligé dans l'historique des mouvements liés à l'école de Vitebsk, du fait de son académisme et surtout du fait de la forte personnalité des artistes qui l'ont suivi. Pourtant, dans l'œuvre de Chagall se retrouve jusqu'à la fin de sa longue vie, la mémoire, sinon de son maître, du moins des sujets d'études qu'ils avaient abordés : le Shtetl, les vieux artisans juifs, Vitebsk et ses faubourgs, les animaux des petites fermes.
La ville de Vitebsk présentait beaucoup d'avantages pour Iouri Pen : elle offrait une vie culturelle riche et son intelligentsia était composée essentiellement de Juifs. Par ailleurs, Ilia Répine, peintre déjà réputé, avait fait construire, près de Vitebsk, le long de la Dvina, une villa de campagne où il recevait des amis artistes dans : le domaine de Zdravnevo. Répine appréciait également la présence des Juifs à Vitebsk, leur vie culturelle. Ils lui permettaient de se plonger dans une atmosphère qu'il disait « biblique » et d'augmenter sa crédibilité historique dans ses toiles sur la vie du Christ. Répine ne créa pas d'école, il contribua seulement à la vie culturelle et fut un attrait supplémentaire de Iouri Pen vers cette ville.
Désireux de se créer une situation stable, dans cet endroit propice, Iouri Pen se décida à y créer une école. Il venait de Lituanie, mais avait étudié à l'Académie des Arts de Saint-Pétersbourg dans les années 1880, où il avait rencontré Valentin Serov, Mikhaïl Vroubel et d'autres artistes attirés par les arts plastiques. À partir de 1897, grâce à des amis, Iouri Pen reçut un appartement de deux pièces au centre de Vitebsk, dans lequel il créa un atelier et son école. C'était le premier peintre originaire de Biélorussie à s'installer au pays et à y créer la seule école d'art juif. Le nombre d'élèves était peu élevé : entre dix et vingt-cinq. Ils fréquentaient l'école entre un et six mois. L'élément essentiel pour accepter l'élève était la motivation. Quand ils étaient de familles pauvres, ils ne payaient pas. Iouri Pen organisait aussi des expositions à Vitebsk et même à Moscou et à Saint-Pétersbourg. Les témoignages de Chagall lui-même sont éloquents quant à la capacité de Iouri Pen à devenir un maître apprécié. Les critiques ont souvent reproché à Iouri Pen son « académisme banal » ou pédant, sans création véritable. Mais Pen se considérait comme un « artiste juif » avant tout. Il aimait la peinture de genre avec comme sujet la vie des juifs à Vitebsk, celle des métiers, des pauvres gens. Par ailleurs, il fut influencé par la peinture européenne (en particulier Rembrandt), dont il s'est inspiré pour peindre avec beaucoup de détails des visages en clair-obscur. Pour certains de ses élèves, son atelier n'a été que la première étape de longues carrières et Iouri Pen, en bon pédagogue, n'a pas essayé d'étouffer par son académisme leur désir de créer et de trouver leur propre style. (El) Lissitzky, Zadkine, Ilia Tchachnik, Abram Brazer sont avec Chagall ses élèves les plus réputés. Iouri Pen a jeté les bases d'une esthétique commune à ceux qui l'ont fréquenté : la représentation de la vie quotidienne de Vitebsk, des faubourgs de la ville, de la vie du shtetl. À partir de là, chacun a élaboré sa propre esthétique, souvent bien loin du réalisme. Chagall, prenant le contre-pied de son maître, a donné à cette école populaire une autre dimension. Pourtant Chagall a conservé les thèmes qu'il avait appris à aimer à Vitebsk jusqu'à la fin de sa longue carrière (1887-1985). Les images de son enfance à Vitebsk se sont soudées à son être et lui ont permis de préserver merveilleusement en lui le don de l'enfance.
Entre cette première partie de la vie de cette école et la seconde, il y eut la Révolution d'Octobre 1917. La première école était organisée par un artiste, la seconde va être organisée par des autorités académiques avec plusieurs professeurs et un directeur payés par les pouvoirs publics.

## La période de Marc Chagall

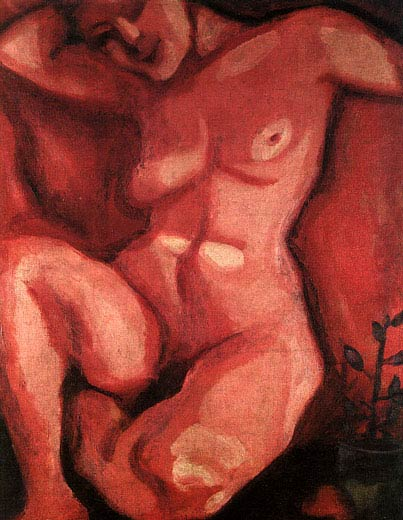
Chagall :Чырвоная аголеная (1908)/nu

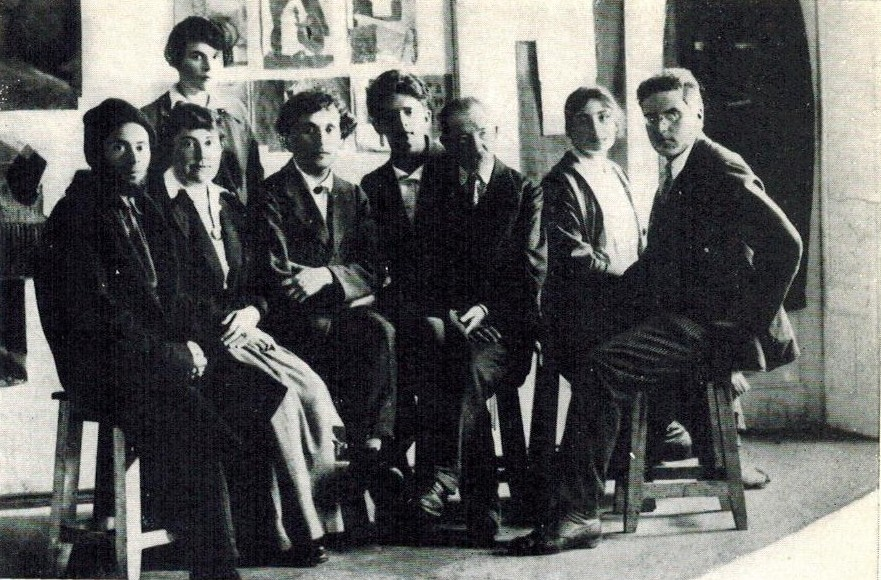
Professeurs de l'école populaire des beaux arts. Vitebsk, 26 juillet 1919. Assis de gauche à droite : El Lissitzky, Vera Ermolaeva, Marc Chagall, David Yakerson, Iouri Pen, Nina Kogan, Alexandre Romm. Debout : un élève de l'école

La révolution de 1917 créa les conditions favorables à l'éclosion d'une école artistique d'avant-garde à Vitebsk. Par les idées qui ont jailli et ont été encouragées au début par les nouveaux dirigeants politiques. Mais aussi dans la vie courante : elle permit aux Juifs de sortir de leur zone de résidence et de participer librement à la vie sociale. Vu sa situation géographique, Vitebsk était un peu à l'écart des grands conflits du début du xxe siècle en Russie et des grandes métropoles : Moscou et Saint-Pétersbourg. Chagall accepta la proposition de ses amis de créer une école dans cette ville de province, dans le prolongement du studio de Iouri Pen et avec comme projet l'éveil de Vitebsk à la culture et à la révolution. Chagall avait fréquenté l'école de Pen durant l'été 1906 seulement. Par la suite, il avait réussi à entrer à l'école des Beaux-Arts de Pétersbourg où il rencontra un mécène, du nom de Goldberg. À la fin du xixe siècle, c'est l'Académie des arts de Saint-Pétersbourg qui est le passage obligé de tous les artistes de l'Empire russe. Mais d'autres villes étaient ouvertes aux arts comme Vilnius en Lituanie, Kiev en Ukraine et, bien entendu, Moscou. Il rencontra également à cette époque Léon Bakst, juif comme lui, qui partira plus tôt vers Paris, et qui respectait son esthétique instinctive et primitiviste. À la fin de l'été 1910, Chagall partit pour Paris. Il y vécut de 1910 à 1914 dans l'atelier de La Ruche, où il fut influencé par les cubistes, le fauvisme, Cézanne et y élabora son propre langage plastique. En 1914, Chagall retourne à Vitebsk, où la guerre de 1914-1918 le surprit et l'obligea à rester. Il voulait y retrouver sa fiancée Bella Rozenfeld, qu'il avait quittée en partant pour Paris. La révolution d'octobre 1917 le surprend, elle aussi, mais plus loin encore, à Petrograd, où il fit son service militaire. Chagall est auréolé par son séjour à Paris et le commissaire du peuple à l'instruction lui propose d'organiser une école à Vitebsk. Il le nomme « commissaire des beaux-arts pour le gouvernement de Vitebsk » le 12 septembre 1918, avec notamment, la mission d'ouvrir des écoles, d'organiser des expositions, d'ouvrir le peuple aux beaux-arts. Les premières admissions à l'école datent du 11 novembre 1918. L'ouverture officielle eut lieu le 28 janvier 1919 à Vitebsk avec Marc Chagall comme directeur artistique. Chagall aimait la ville de Vitebsk et, comme il le dit lui-même, c'est par amour pour sa ville et pour ses parents décédés là, qu'il avait accepté de créer cette école. Il partageait les idéaux de la révolution, mais ne s'y entendait pas trop en politique. Par ailleurs, il avait une répulsion pour les tâches administratives de direction. Pourtant, il fut porté par son idéal au début de cette création.
Dans les conditions créées par la guerre civile en Russie, dans une ville sur la ligne de front, avec un déficit de logement pour les hôpitaux et les casernes, Chagall avait réussi à obtenir, pour accueillir ses étudiants une partie d'hôtel particulier avec son mobilier. Ce bâtiment avait été nationalisé, ayant appartenu avant la révolution au directeur de la société des « Tramways de Vitebsk », situé au numéro 10 de la rue Boukharine (aujourd'hui 5, rue Pravdy). Il devait beaucoup au soutien que lui avait apporté Chterenberg, directeur de la section IZO (arts plastiques). L'école populaire des beaux-arts fut organisée comme une école de travail. La production artistique y était organisée pour répondre dans les ateliers à des commandes d'affiches, de slogans, de panneaux publicitaires ou révolutionnaires. Le programme de l'école fut publié dans un journal local dans lequel il était expliqué que de tels travaux des ateliers de l'école embelliraient la ville. Chagall, dans un esprit collectiviste de l'époque, voulait centraliser la production artistique dans l'école plutôt que de la laisser librement se tourner vers des artistes individuels dans la ville. Les fêtes du premier mai, les fêtes populaires pour l'anniversaire de la révolution d'octobre 1917, étaient autant d'occasion de faire descendre l'art dans la rue : décoration des tramways, « bateau d'agitation » naviguant sur la Dvina, affiches, slogans, décoration de tribunes pour la visite de Lénine.
À côté de l'enseignement de matières pratiques, il y avait aussi des cours théoriques comme par exemple : « introduction théorique à la méthode actuelle des "arts de gauche" ». Marc Chagall écrit dans son article « À propos de l'enseignement populaire de l'art » : « Les rêves à propos des enfants pauvres de la ville qui quelque part chez eux en barbouillant du papier dessin se sont initiés à la culture artistique, se sont réalisés… » Nous pouvons nous offrir le luxe de « jouer avec le feu », et dans les murs de notre école travailler librement dans toutes les directions, de la « gauche » jusqu'à la « droite ». Chagall invita à Vitebsk des artistes de Moscou et Petrograd, lui-même dirigeait le comité organisateur de l'enseignement artistique au sein de l'atelier communal. Il accéléra l'admission des étudiants et partagea au sein de l'atelier de l'école la réalisation des travaux demandés à l'école qui en détenait le monopole. La politique de Chagall concernant l'acceptation des travaux à réaliser par l'artel de Vitebsk était résumée par ces mots : « Les accepter selon la règle fixée et dans l'ordre » et : « nécessairement comme des travaux d'étudiants ». En décembre 1918 eut lieu un concours d'esquisses artistiques réalisées dans l'école. Parmi les membres du jury, on comptait Mstislav Dobuzhinskii, et Marc Chagall, les deux premiers directeurs successifs de l'école après Iouri Pen.
Le 20 décembre 1918 arriva un télégramme de Pétersbourg : « Confirmation du collègue Mstislav Dobuzhinskii comme directeur, les autres comme dirigeants-adjoints : Radlov, Tillbergs, Marc Chagall, Liobavina ». L'ouverture officielle eut lieu le 28 janvier 1919. Mstislav Dobuzhinskii quitta très vite l'école et sa fonction et, en février - mars 1919, c'est Marc Chagall qui la dirigea, continuant à appliquer et à incarner son idéal d'enseignement libre auprès des autres artistes enseignants, qui avaient des vues et des méthodes parfois différentes des siennes.
« L'étape chagallienne » de l'école se caractérise par la démocratisation et la sincérité de la démarche pédagogique. Elle était conforme au mouvement révolutionnaire de l'époque et pouvait se résumer en trois mots : « liberté» « démocratisation » « collectivisme ».
Avec Chagall commença à être instauré un système d'enseignement artistique dans toute la province par l'ouverture d'écoles dans les villes de Velij, Nevel, Lepiel, Orcha, Polatsk. Chagall voulait aussi que tous les enfants apprennent le dessin. Mais les écoles créées ne fonctionnèrent que peu de temps, puisqu'au début de l'année 1920 les crédits furent coupés.

## La période de Kasimir Malevitch

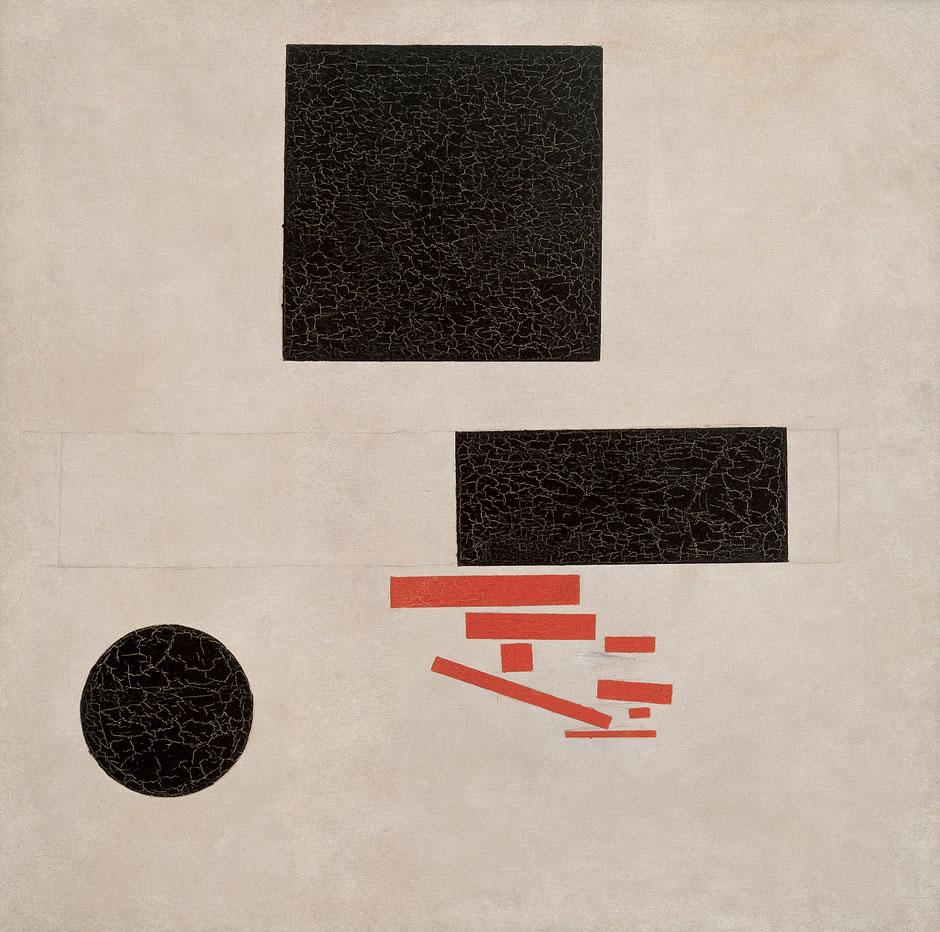
Kasimir Malevitch, Composition suprématiste (1915)

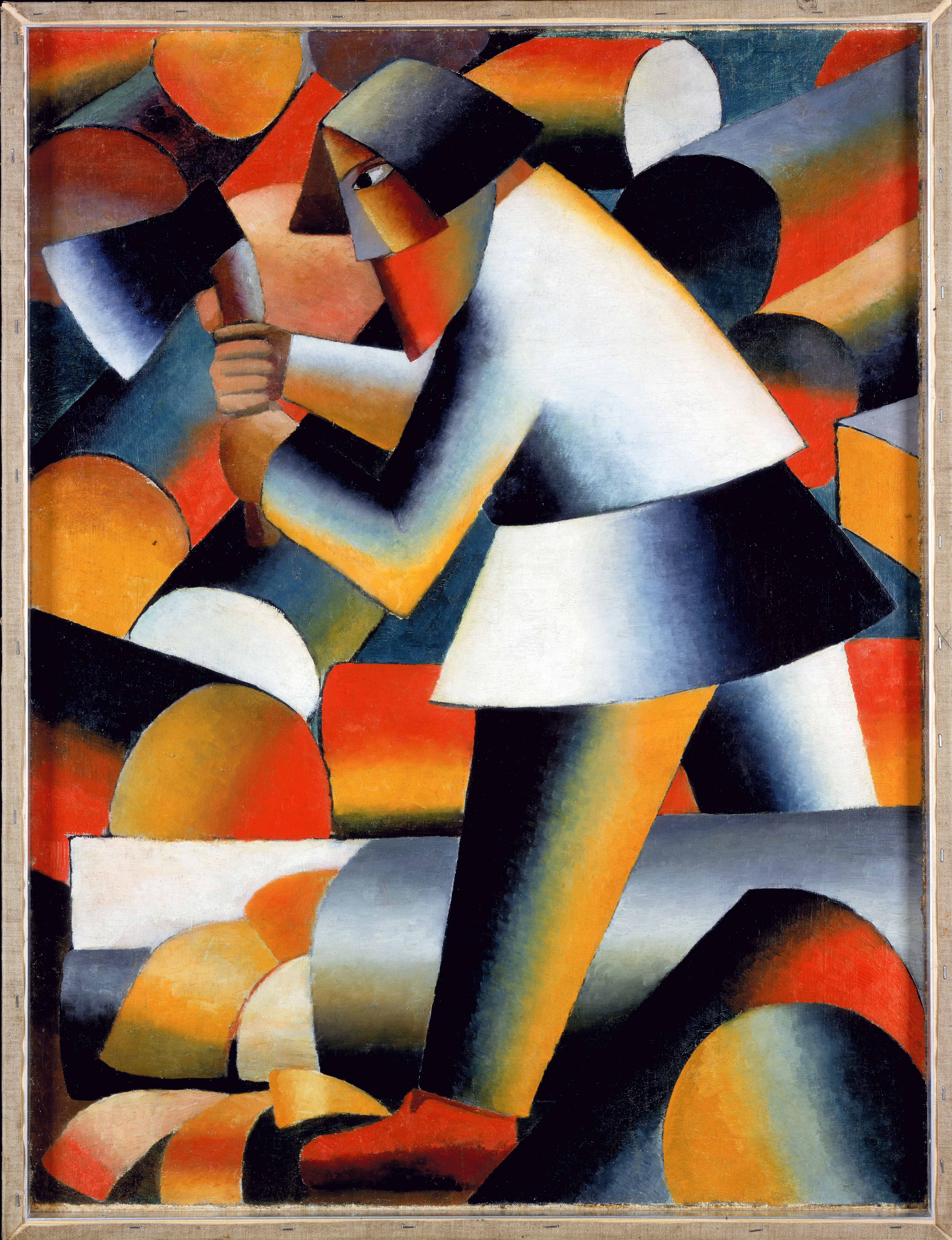
Malevitch:Le Bûcheron(1912-1913)

Au milieu de l'année 1919, Marc Chagall invita son ancien professeur Iouri Pen à diriger un atelier artistique populaire, et le studio de Pen devint une «filiale» de l'école des beaux-arts de Vitebsk. En mai 1919 Chagall invita Lazar Lissitzky (El Lissittzky) à venir de Moscou à Vitebsk, dans son école. Lissitzky fut nommé professeur d'architecture et d'art graphique.
Avec Chagall il continua à illustrer des livres dans un style cubo-futuriste inspiré de la tradition juive des gravures sur bois de paysans, (les luboks), suivant l'horizontalité de «bandes dessinées».
Enfin avec Lazar Lissitzky il parvient à convaincre Kasimir Malevitch, qui arrive à Vitebsk à la fin octobre 1919. Vitebsk est une ville provinciale moins attrayante que Moscou, mais où l'euphorie post-révolutionnaire reste vive. Le parcours de Malevitch qui l'avait amené jusqu'à l'abstraction pure, qu'il appela suprématisme, était déjà fort avancé et le Carré noir sur fond blanc avait été exposé en 1915. Durant les années 1917 et 1918, il poursuivit dans la même ligne pour arriver à sa série « Blanc sur blanc » qui représente le sommet de ses conceptions. Celles où l'objet devient complètement absent du tableau.
La période de la vie de Malevitch à Vitebsk est marquée par la lutte entre lui-même et Marc Chagall, pour la réorganisation du système pédagogique et l'enseignement de l'art, et ce, jusqu'au départ de Malevitch pour Petrograd. Ensemble avec ses collègues et ses étudiants, qui formaient peu à peu une large majorité en sa faveur, il fonde le groupe UNOVIS(«ceux qui affirment le nouvel art») et travaille intensément, créant une nouvelle théorie de l'art. Lazar Lissitzky se trouve dans une situation difficile quant aux choix à faire entre son ami Marc Chagall et Malévitch - ce dernier étant le leader radical de la jeunesse artistique. En prenant le parti de Malevitch, (sacrifiant son amitié pour Chagall), Lissinsky devient son disciple ou son adepte et tente de donner une puissante impulsion à la conception du suprématisme en matière d'architecture. L'été 1921, Lazar Lissitzky fut appelé à Moscou pour donner cours d'histoire de l'architecture et de peinture monumentale à la Vkhoutemas qui venait d'y être fondée et quitta Vitebsk. Dès le début de leur travail au sein de l'école de Vitebsk, des frictions, des divergences surgirent entre Malevitch et Chagall, surtout à propos de la manière d'enseigner. Malevitch proposait d'étudier les quatre principales cultures picturales : Cézanne, le Futurisme, le Cubisme et le Suprématisme. Malevitch avait beaucoup de suiveurs enthousiastes parmi les étudiants. Chagall était plus individualiste et à l'écart des courants. Il s'appropriait les mouvements sans y adhérer vraiment. Mais il ne faut pas perdre de vue dans cette opposition entre les deux maîtres le fait que plusieurs fois Chagall demanda lui-même d'être démissionné. Ce qui se produisit à la suite de son départ volontaire pour Moscou. Malevitch restait alors seul « maître à bord », avec la nouvelle directrice qui partageait son point de vue. Au printemps 1919, était en effet arrivée à Vitebsk, Vera Ermolaeva, qui entreprit son travail à l'école de Vitebsk en qualité de chef d'atelier et de directrice-adjoint. Elle soutint activement le projet de Kasimir Malevitch et fut avec lui une des initiatrices de l'UNOVIS, prenant part à la création d'esquisses de costumes de théâtre pour la réalisation de l'opéra futuriste suprématiste de Alexeï Kroutchenykh sur une musique de Mikhaïl Matiouchine : Victoire sur le soleil (janvier-février 1920).
L'UNOVIS descend aussi dans la rue et réalise des décors pour des évènements publics, comme la « conférence contre le chômage», en décembre 1919, ou lors des fêtes du 1er Mai. Le jeune cinéaste Sergueï Eisenstein a laissé une description enthousiaste de sa visite à Vitebsk. Estrades, affiches, décors urbains, tramway décorés : la ville fournit l'occasion aux étudiants de Malevitch de mettre en valeur les idées du groupe.
À la fin mai, début juin 1920, Marc Chagall, fatigué du conflit avec Kasimir Malevitch et aussi des charges d'organisation administratives de l'école, lassé des querelles sur la problématique de l'art, décida de quitter Vitebsk. Il avait demandé plusieurs fois de quitter ses fonctions de directeur, mais fin mai, au retour d'un voyage à Moscou, où il avait choisi des tableaux et du matériel pour l'école de Vitebsk, il se trouva devant un fait accompli : ses élèves ne le soutenaient plus et ne le retiendraient plus en cas de départ. Il partit pour Moscou, où il travailla à la décoration scénique pour le Théâtre d'art juif. En 1922 il retourna en France à Paris ou il poursuivit sa carrière artistique jusqu'à sa mort en 1985 à Saint-Paul de Vence. Malevitch avait un charisme et aimait les démonstrations, les disputes et les nouveaux axiomes. Le groupe qu'il avait créé s'isolait volontairement du reste de l'école et rejetait les autres enseignements considérés comme insuffisamment révolutionnaires. Sous l'impulsion de Malevitch l'école d'art de Vitebsk devient la première à délivrer un enseignement systématique de l'art abstrait. Ermolaeva se consacre a la préparation au cubisme. Lissitzky dirige l'atelier d'architecture et produit des modèles d'architecture suprématiste. Pourtant Malevitch ne restera pas longtemps à Vitebsk . Une fois son organisation du travail mise en place, il considère sa mission accomplie. Il entreprend une réflexion sur l'évolution de l'art moderne.
Il travaille à des publications (dont peu seront éditées de son vivant) en 1920-1922. À Vitebsk il travaille aussi à enrichir d'œuvres futuristes, la collection d'art contemporain du Musée de la nouvelle culture. Mais son discours ne fait plus l'unanimité. Les changements politiques et la mise en œuvre de la nouvelle politique économique (NEP) de Lénine réduisent peu à peu son espace de liberté.
En 1921 il subit un interrogatoire policier dont il ne veut pas tenir compte. Pourtant il a des amis à Paris qui ont compris l'avenir politique auquel il fallait s'attendre (Michel Larionov notamment) et il pouvait choisir l'exil. À l'été 1922, il est rapatrié à Moscou par son frère, victime de graves dépressions . Toutefois grâce à l'appui de quelques amis il trouve une place de conférencier à Petrograd.
Quant à Vera Ermolaeva, elle devint directrice de l'école, qui prit le nom de «École de l'état d'enseignement artistique libre de Vitebsk». À la fin 1921-début 1922 l'école recut le statut d'Institut de pratique des arts, avec comme recteur Ermolaéva jusqu'à son départ pour Peterbourg en août 1922. Le processus d'enseignement libre à Vitebsk fut poursuivi jusqu'en 1922, sur la base de la collaboration de Kasimir Malevitch avec les membres des UNOVIS. Dans l'« Almanach UNOVIS №1 » (Vitebsk, 1920) fut publié le programme du collectif uni des peintres de l'UNOVIS. Il commençait par une introduction du cours sur le renouvellement des formes, des volumes, des surfaces en peinture et en sculpture, ensuite proposait une étude approfondie du cézanisme, du cubisme, du futurisme, du supérmatisme. Malevitch devint un propagandiste de sa méthode artistique particulière, étant le seul théoricien et le seul chercheur qui répondait aux questions posées par cet art nouveau. Il créa des écoles UNOVIS également à Smolensk et à Moscou. Il se créa une vie d'étude que le collectif d'étudiants qu'il avait constitué suivit entièrement. Mais peu à peu le discours de Malevitch ne fit plus l'unanimité et se développa une atmosphère d'incompréhension et moins bienveillante à son égard. Sa condition matérielle de pédagogue devint difficile du fait des problèmes économiques liés à l'époque, et il n'était plus possible d'encore envisager des productions artistiques.
En mai 1922 eut lieu la première distribution des diplômes à l'Institut artistique pratique de Vitebsk. 11 étudiants reçurent leur diplôme et 17 durent, pour poursuivre se tourner vers des établissements supérieurs à Moscou et Peterbourg.
Ivan Gavris devint directeur par intérim à l'automne 1921 durant un séjour d'étude de Vera Ermolaeva. Puis en 1922 reprit cette charge au départ définitif de cette dernière pour Petrograd. À l'automne 1922, une crise profonde perturba la vie de l'Institut pratique des arts et à l'assemblée générale Iouri Pen fut choisi comme pro-recteur pour la partie enseignement et I. Borissovitch pro-recteur de la section artistique. Abram Brazer et Efim Minine faisaient également partie de la direction.

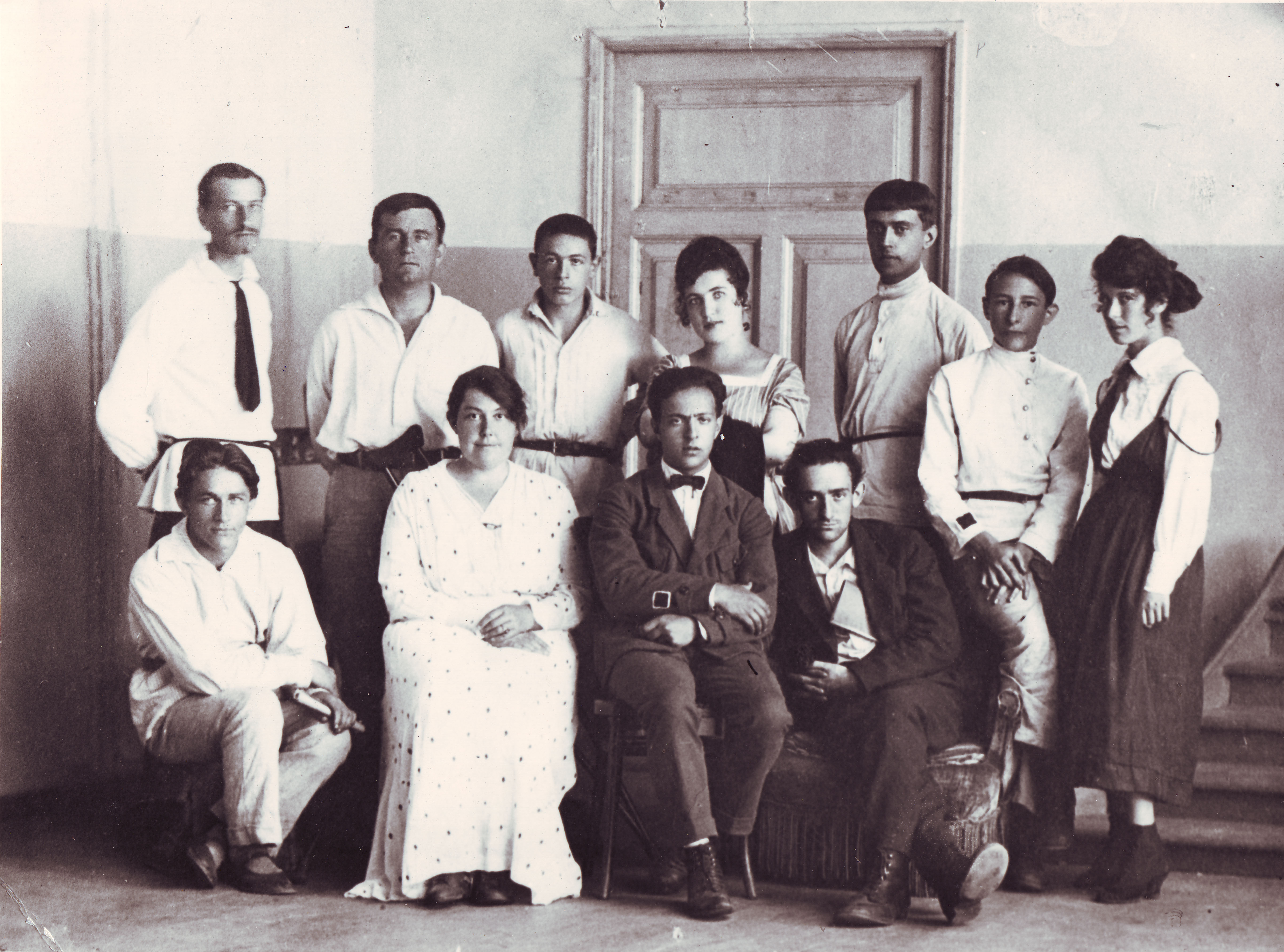
УНОВИС. UNOVIS 1922. Vitebsk. Debout (de gauche à droite) : I. I. Tchervinko, K. Malevitch, E. M. Royak, A. A. Kagan, N. M. Souetine, Ioudine A. Lev, E. M. Magaril. Assis (de gauche à droite) : M. S. Veksler, V. M. Ermolaeva, I. G. Tchachnik, L. M. Khidekiel.

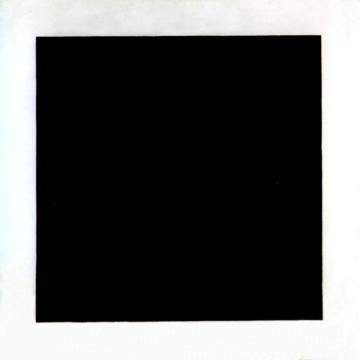
Carré noir sur fond blanc Emblème des UNOVIS de K. Malévitsch

## La période de Kerzine
En avril 1923 eut lieu un contrôle ministériel de l'institut qui provoqua, à la rentrée du mois de septembre qui suivit, une réorganisation et une révision de son statut à la baisse : l'institut artistique pratique devint une simple école technique des beaux-arts, ce qui fut l'objet d'un conflit important entre les professeurs et le nouveau directeur.
Le nombre d'étudiants était passé à 60 contre 600 durant les années 1918-1921.
La direction gouvernementale ne décida pas seulement de réorganiser l'école, mais fit aussi appel a des professeurs venant de l'école proche de Vitebsk située à Velij pour l'enseignement des travaux pratiques. Des élèves de cette école de Velij arrivèrent également à l'école de Vitebsk. Ces professeurs étaient expérimenté mais tous des tenants du réalisme. En 1923, se posa encore un problème de déménagement de sections dans des locaux inadéquats selon certains enseignants. Par la suite le nouveau directeur M. A. Kerzine pris la décision de contrôler les connaissances de tous les étudiants et commença à résoudre seul et sans concertation, les différents problèmes qui se posaient à l'institut.
Humiliés, Iouri Pen (pro-recteur pour les travaux pratiques), Solomon Ioudovine, Efim Minine et un groupe d'étudiants firent, le 23 septembre 1923, une déclaration commune sur leurs motifs et quittèrent l'institut. Iouri Pen, jusqu'à sa mort tragique la nuit du 1er mars 1937, continua de s'occuper des jeunes étudiants, à titre privé, dans un local beaucoup plus modeste situé dans son atelier de la rue Gogol. Michael A. Kerzine devint directeur de l'enseignement technique à partir de 1932 ; ensuite il fut envoyé à Minsk. C'est V.V. Friedrikovitch qui fut nommé directeur de l'école .
Aucune étude complète ne permet de répondre aux questions relatives à l'influence de l'école sur l'art biélorussien post-révolutionnaire. Les périodes qui suivirent l'année 1923 sont marquées pas le réalisme soviétique.
Seule la fréquentation de l'école par l'écrivain biélorusse Vassil Bykaw, juste avant la Seconde Guerre mondiale, étudiant à Vitebsk, dans les années 1939-1940, attire encore l'attention aujourd'hui des Européens occidentaux.
Il faut encore rappeler que suivant le recensement de 1939 la ville ne comptait plus, avant la Seconde Guerre mondiale que 37 095 Juifs — 22,17 % de la population de la ville. Au lieu de plus de la moitié au début du siècle. L'occupation allemande de 1941 à 1943 et le Ghetto de Vitebsk organisé fit environ 20 000 victimes juives.

## Conclusions
La peinture novatrice de l'école de Vitebsk fit cause commune avec les révolutionnaires d'Octobre en qui elle mettait tous ses espoirs. Mais les successeurs furent bientôt rejetés, interdits. L'abstraction des précurseurs de Vitebsk les réduisit à l'exil. Par un paradoxe, en Europe occidentale ils étaient portés aux nues.
« Pourquoi la vache est-elle verte et pourquoi le cheval s'envole-t-il dans le ciel ? Pourquoi ? Quel rapport avec Marx et Lénine ?». demandaient les commissaires bolchéviques de l'exposition organisée lors du premier anniversaire de la révolution en 1918. Par un retournement de l'histoire l'« esprit bourgeois » prit le commandement chez ceux qui s'étaient battus politiquement pour l'abattre et pour s'orienter vers un réalisme littéral et plat.
Les membres de l'école de Vitebsk s'étaient mis au service de la révolution. Le bilan de leur œuvre est assez mitigé sur le seul plan de l'école. Les artistes furent célébrés mais l'euphorie fut de courte durée et n'a pas eu l'impact souhaité par eux. À partir de 1923, l'école est retombée dans la morosité, du fait de la politique de l'État soviétique qui a étouffé l'avant-garde.
Cet épisode révolutionnaire de l'école de Vitebsk ne doit pas faire oublier un élément de continuité qui relie l'école à l'atelier de Pen : c'est son caractère national distinctif, juif. Pen, Chagall et Malevitch ont contribué à sortir Vitebsk de son obscurité et à en faire une capitale artistique. La Biélorussie contemporaine a intégré à son patrimoine cette École de Vitebsk. La ville reste un centre culturel original en Biélorussie. Hormis des travaux en anglais d'auteurs américains et israéliens, ce sont des chercheurs russes et surtout biélorussiens qui ont ouvert le champ d'étude sur Vitebsk. Dans un pays récemment indépendant (1991), les chercheurs se sont lancés dans cette entreprise. Chagall, longtemps banni des histoires de l'art soviétiques, y retrouve sa place.

## Professeurs réputés
Ont enseigné dans cette école à diverses époques :
- Mstislav Dobuzhinskii (1875 -1957) — de décembre 1918 à février 1919 — maître du paysage de ville .Premier directeur de l'école.
- Vera Ermolaeva (1893 -1937) — de 1919 à 1922 — peintre, graphiste, illustratrice, active au sein de l'avant-garde. En 1920, après Chagall elle devint directrice. Membre des UNOVIS.
- Abram Brazer (1892 -1942) — de 1920 à 1921 — sculpteur et peintre. Il rencontra Chagall à Paris à la cité d'artistes « la Ruche ».
- Lazar Lissitzky (Эль Лисицкий) (1890 -1941) — de 1919 à 1920 — peintre et architecte russe et soviétique de l'avant-garde.
- Kasimir Malevitch (1879 -1935) — de 1919 à 1922 — peintre russe et soviétique de l'avant-garde, fondateur du suprématisme.
- Jean Pougny (1892 -1956) — en 1919 — peintre de l'avant-garde (suprématiste, cubiste).
- Iouri Pen (1854 -1937) — de 1919 à1937 — peintre, professeur de Marc Chagall et Lissitzky. Il organisa le premier une classe de dessin-peinture à Vitebsk.
- Alexandre Romm — de 1919 à 1922 — graphiste, critique d'art. Professeur d'histoire de l'art.
- Yanis Tilberg (1880 -1972) — en 1919 — peintre lituanien, graphiste, sculpteur.
- Robert Falk (1886 -1972) —1921 — peintre russe. Professeur.
- Marc Chagall (1887 - 1985) — de 1919 à 1920 — peintre de l'avant-garde russe. Fondateur directeur après Iouri Pen de l'école de Vitebsk.
- Solomon Ioudovine (1892-1954) — de 1922 à 1923 — graphiste, illustrateur, participe à l'expédition Anski.
- Efim Minine (1897-1937) — graphiste, illustrateur. Participe à la décoration de la ville de Vitebsk en 1920.
- David Iakerson (1896-1947) — de 1919 à 1921 — peintre, graphiste et sculpteur.

## Élèves réputés
- Aleksanteri Ahola-Valo — Peintre biélorusse-finlandais, graphiste, écrivain. Élève de Iouri Pen, de Ermolaeva en 1921—22.
- Vassil Bykaw — Écrivain populaire de Biélorussie. Étudiant à Vitebsk en 1939—40[46].

## Représentants de la Nouvelle École artistique de Vitebsk
La ville de Vitebsk a conservé une dimension culturelle particulière du fait de son passé au début du XXe siècle. De nombreux artistes s'y sont attachés. Les genres développés par ceux-ci différent d'un artiste à l'autre, mais l'on retrouve çà et là des influences provenant de leurs prédécesseurs.
- Oustina Litovski (1945)
- Alex Salaueu (1926) Directeur du theatre de Vitebsk et peintre avant gardiste, abstrait[47].
- Leonid Shchemelev (1923) [48]
- Alexandre Domanov (1940-2014)[49]
- Tony (Anatoli) Zhuravel (1963)[50]
- Vladimir Karolkov
- Alexander Dossoujev (1945-2014)[51]
- Viktor Shilko (1952)[52]
- Oleg Kroshkin[53],[54]
- Vladimir Vitko (ru) (1931)
- Peter Kiriline (1954-2018)[55]
- Alexeï Kravtchenko (1957)[56]
- Oleg Skavarodka (be) (1948)
- Vladimir Vitko (ru) (1933)

## Autres articles
- Musée Marc Chagall (Vitebsk)
  - Le Rabbin de Vitebsk, tableau de Marc Chagall
- Vera Ermolaeva
- Kultur Lige